# Grenoble Challenger 2000
Il Grenoble Challenger 2000 è stato un torneo di tennis facente parte della categoria ATP Challenger Series nell'ambito dell'ATP Challenger Series 2000. Il torneo si è giocato a Grenoble in Francia dal 9 al 15 ottobre 2000 su campi in cemento.

## Vincitori

### Singolare
Anthony Dupuis ha battuto in finale  Jan Siemerink con il punteggio di 7–6(10), 7–6(11)

### Doppio
Julian Knowle /  Lorenzo Manta hanno battuto in finale  Yves Allegro /  Julien Cuaz con il punteggio di 6–3, 6–4